# Familia gran ducal luxemburguesa
La familia gran ducal luxemburguesa está constituida por la casa de Nassau-Weilburg, además de la casa de Borbón-Parma y es encabezada por el titular del trono, el gran duque. Por lo tanto, la familia se compone por el gran duque Enrique, su consorte, hijos y nietos. Todos los miembros reciben el tratamiento protocolar de alteza real.
Este linaje es el pilar fundamental de la monarquía luxemburguesa, ya que de ella depende la sucesión en la jefatura del Estado.

## Historia
En 1443 el último miembro de la rama principal de la Casa de Luxemburgo, la duquesa Isabel, vendió el ducado de Luxemburgo ante el duque Felipe III de Borgoña, un príncipe de la casa francesa de los Valois. En 1477 el ducado pasó por matrimonio de la nieta de Felipe, María de Borgoña, al archiduque Maximiliano I de Austria, de la Casa de Habsburgo. Luxemburgo fue uno de los feudos de los antiguos Países Bajos borgoñones que Maximiliano y nieto de María, el rey Carlos I de España, combinadas en una unión integral, las Diecisiete Provincias, mediante la emisión de la Pragmática Sanción de 1549. El sur de los Países Bajos seguía siendo parte del Imperio de los Habsburgo, primero en manos del poder español y luego por la línea austríaca, hasta 1794, cuando los revolucionarios franceses reemplazaron dominio de los Habsburgo con la hegemonía francesa hasta la derrota de Napoleón.
Los territorios de Luxemburgo, que se centran en el castillo ancestral, fueron tomados a la fuerza por la ocupación francesa, en las primeras etapas de la caída de Napoleón. Algunos fueron finalmente cedidos a Guillermo VI de Nassau, príncipe de Orange, que había sido declarado príncipe soberano de los Países Bajos en 1481 y 1813, por su primo el rey Federico Guillermo III de Prusia, que anexó los demás territorios que estaban en poder de los príncipes de las distintas ramas de la Casa de Nassau. En el Congreso de Viena en 1815 se entendieron las grandes potencias para volver a constituir y elevar Luxemburgo como un gran ducado, hereditario en la línea masculina de toda la Casa de Nassau, comenzando por el príncipe de Orange, que fue al mismo tiempo, pero por separado, reconocido como rey de los Países Bajos.
Así Guillermo I de los Países Bajos ascendió al trono gran ducal como el primer Gran Duque de Luxemburgo. Cuando la línea masculina de la Casa de Orange-Nassau se extinguió en 1890, la corona de los Países Bajos fue a su descendiente, Guillermina de Orange-Nassau, pero la corona de Luxemburgo continuó en la línea masculina, que incumbía al jefe de la única rama superviviente de los Nassau, el ex duque Adolfo de Nassau-Weilburg. Su hijo, Guillermo IV (reinó desde 1905 hasta 1912), no tuvo hijos y fue sucedido por sus hijas, María Adelaida y luego por Carlota (reinó desde 1919 hasta 1964). Sus descendientes (de su matrimonio con el príncipe Félix de Borbón-Parma) son los que forman finalmente la familia gran ducal en el siglo XXI.
Actualmente, en el siglo XXI, el nombre más destacado de la casa es el de Enrique de Luxemburgo, actual gran duque. A su muerte, le sucederá en el trono su hijo Guillermo.

## Religión
Los grandes duques Adolfo y Guillermo IV eran protestantes. Guillermo IV se casó con la católica María Ana de Portugal, con la creencia de que si la inmensa mayoría de la población de un país era católica, también debía tener un monarca católico. En 1907, Guillermo IV declaró a los condes protestantes de Merenberg como no dinásticos, y nombró a su propia hija (católica), María Adelaida como heredera del trono gran ducal. En 1919, María Adelaida abdicó en favor de su hermana, Carlota, que también era católica. Desde entonces en Luxemburgo han reinado los descendientes de la gran duquesa Carlota, católicos, al igual que la mayoría de la población luxemburguesa (68.7%).

## Miembros de la familia

### Familia Gran Ducal

##### El Gran Duque y su consorte
| MIEMBRO                   | ESCUDO | PERFIL | EDAD |
| ------------------------- | ------ | --- | ---- |
| Gran duque Enrique        |        | Gran duque de Luxemburgo. Nacido en Betzdorf, Luxemburgo el 16 de abril de 1955 se convierte en el jefe de Estado del país tras la abdicación de su padre, el gran duque Juan, el 7 de octubre de 2000.                                              | 69   |
| Gran duquesa María Teresa |        | Gran duquesa consorte de Luxemburgo. De origen plebeyo y nacida en La Habana, Cuba el 22 de marzo de 1956 accedió a la casa real luxemburguesa tras su boda con Enrique el 14 de febrero de 1981 y en gran duquesa consorte el 7 de octubre de 2000. | 68   |

##### Los hijos del gran duque
| MIEMBRO            | ESCUDO | PERFIL | EDAD |
| ------------------ | --- | --- | ---- |
| Príncipe Guillermo | | Gran duque heredero de Luxemburgo y príncipe de Nassau y de Borbón-Parma. Nacido en la ciudad de Luxemburgo, Luxemburgo el 11 de noviembre de 1981 es el heredero inmediato al trono luxemburgués por ser el primogénito de los grandes duques. | 43   |
| Príncipe Félix     | | Príncipe de Luxemburgo y príncipe de Nassau y de Borbón-Parma. Nacido en la ciudad de Luxemburgo, Luxemburgo el 3 de junio de 1984 ocupa el cuarto lugar en la línea de sucesión al trono luxemburgués.                                         | 40   |
| Príncipe Luis      | Príncipe de Luxemburgo y príncipe de Nassau y de Borbón-Parma. Nacido en la ciudad de Luxemburgo, Luxemburgo el 3 de agosto de 1986, no es parte de la línea de sucesión al trono luxemburgués desde el año 2006. | 38 |      |
| Princesa Alejandra | Princesa de Luxemburgo y princesa de Nassau y de Borbón-Parma. Nacida en la ciudad de Luxemburgo, Luxemburgo el 16 de febrero de 1991 ocupa el octavo lugar en la línea de sucesión al trono luxemburgués.        | 33 |      |
| Príncipe Sebastián | Príncipe de Luxemburgo y príncipe de Nassau y de Borbón-Parma. Nacido en la ciudad de Luxemburgo, Luxemburgo el 16 de abril de 1992 ocupa el noveno lugar en la línea de sucesión al trono luxemburgués.          | 32 |      |

##### Nueras y yerno del gran duque
| MIEMBRO            | PERFIL | EDAD |
| ------------------ | --- | ---- |
| Princesa Estefanía | Gran duquesa heredera consorte de Luxemburgo y princesa de Nassau y de Borbón-Parma. De origen noble nace en Ronse, Bélgica el 18 de febrero de 1984 y accede a la casa real de Luxemburgo tras su boda con el príncipe Guillermo el 20 de octubre de 2012. | 40   |
| Princesa Clara     | Princesa de Luxemburgo y princesa de Nassau y de Borbón-Parma. De origen plebeyo nace en Baden-Wurtemberg, Alemania el 21 de marzo de 1985 y accede a la casa real de Luxemburgo tras su boda con el príncipe Félix el 21 de septiembre de 2013.            | 39   |
| Nicolás Bagory     | De origen plebeyo nace en Bretaña, Francia el 11 de noviembre de 1988 y accede a la casa real de Luxemburgo tras su boda con la princesa Alejandra el 29 de abril de 2023.                                                                                  | 36   |

##### Nietos del gran duque
| MIEMBRO            | PERFIL | EDAD |
| ------------------ | --- | ---- |
| Príncipe Carlos    | Príncipe de Luxemburgo y príncipe de Nassau y de Borbón-Parma. Nace en la ciudad de Luxemburgo, Luxemburgo el 10 de mayo de 2020. Es el segundo el la línea de sucesión al trono luxemburgués al ser el primogénito de los grandes duques herederos. | 4    |
| Príncipe Francisco | Príncipe de Luxemburgo y príncipe de Nassau y de Borbón-Parma. Nace en la ciudad de Luxemburgo, Luxemburgo el 27 de marzo de 2023 . Es el tercero el la línea de sucesión al trono luxemburgués.                                                     | 1    |
| Princesa Amalia    | Princesa de Nassau. Nace en la ciudad de Luxemburgo, Luxemburgo el 15 de junio de 2014. Es hija del príncipe Félix y la princesa Clara y actualmente es la quinta en la línea de sucesión al trono luxemburgués.                                     | 10   |
| Príncipe Liam      | Príncipe de Nassau. Nace en Ginebra, Suiza el 28 de noviembre de 2016. Es hijo del príncipe Félix y la princesa Clara y actualmente es el sexto en la línea de sucesión al trono luxemburgués.                                                       | 8    |
| Príncipe Baltasar  | Príncipe de Nassau. Nace en ciudad de Luxemburgo, Luxemburgo el 7 de enero de 2024. Es hijo del príncipe Félix y la princesa Clara y actualmente es el séptimo en la línea de sucesión al trono luxemburgués.                                        | 1    |
| Príncipe Gabriel   | Príncipe de Nassau. Nace en Ginebra, Suiza el 12 de marzo de 2006. Es hijo del príncipe Luis y su exesposa Tessy Antony No está dentro de la línea de sucesión al trono luxemburgués.                                                                | 18   |
| Príncipe Noé       | Príncipe de Nassau. Nace en ciudad de Luxemburgo, Luxemburgo el 21 de septiembre de 2007. Es hijo del príncipe Luis y su exesposa Tessy Antony. No está dentro de la línea de sucesión al trono luxemburgués.                                        | 17   |
| Victoria Bagory    | Nace en París, Francia el 14 de mayo de 2024. Es hija de la princesa Alejandra y el señor Nicolás Bagory. | 0    |

## Familia del Gran Duque

##### Hermanos y hermanas
| MIEMBRO               | PERFIL | EDAD |
| --------------------- | --- | ---- |
| Princesa María Astrid | Princesa de Luxemburgo, princesa de Nassau y de Borbón-Parma y archiduquesa consorte de Austria. Nace en Betzdorf, Luxemburgo el 17 de febrero de 1954. Es hija del gran duque Juan y la gran duquesa consorte Josefina Carlota. Accede a la casa real de los Habsburgo tras su boda con el príncipe Carlos Cristián el 6 de febrero de 1982. | 70   |
| Príncipe Juan         | Príncipe de Luxemburgo y príncipe de Nassau y de Borbón-Parma. Nace en Betzdorf, Luxemburgo el 15 de mayo de 1957. Es hijo del gran duque Juan y la gran duquesa consorte Josefina Carlota. | 67   |
| Princesa Margarita    | Princesa de Luxemburgo, princesa de Nassau y de Borbón-Parma y princesa consorte de Liechtenstein. Nace en Betzdorf, Luxemburgo el 15 de mayo de 1957. Es hija del gran duque Juan y la gran duquesa consorte Josefina Carlota. Accede a la casa real de Liechtenstein tras su boda con el príncipe Nicolás el 20 de marzo de 1982.           | 67   |
| Príncipe Guillermo    | Príncipe de Luxemburgo y príncipe de Nassau y de Borbón-Parma. Nace en la ciudad de Luxemburgo, Luxemburgo el 1 de mayo de 1963. Es hijo del gran duque Juan y la gran duquesa consorte Josefina Carlota. | 61   |

##### Cuñados y cuñadas
| MIEMBRO                  | PERFIL | EDAD |
| ------------------------ | --- | ---- |
| Príncipe Carlos Cristián | Archiduque de Austria. Nace en Beloeil, Bélgica el 26 de agosto de 1954. Pertenece por nacimiento a la casa de los Habsburgo y accede a la familia real luxemburguesa tras su boda con la princesa María Astrid el 6 de febrero de 1982. | 70   |
| Condesa Diana            | Condesa de Nassau. Perteneciente a una familia noble, nace en Düsseldorf, Alemania el 13 de julio de 1962 y accede a la familia real luxemburguesa tras su boda con el príncipe Juan el 18 de marzo de 2009. | 62   |
| Príncipe Nicolás         | Príncipe de Liechtenstein y conde de Rietberg. Nace en Zúrich, Suiza el 24 de octubre de 1947 siendo el tercer hijo del príncipe soberado Francisco José II de Liechtenstein y la princesa Georgina. Accede a la familia real luxemburguesa tras su boda con la princesa Margarita. Es hermano del actual príncipe soberano Juan Adán II de Liechtenstein. | 77   |
| Princesa Sibilla         | Princesa de Luxemburgo. Nace en Neuilly-sur-Seine, Francia el 12 de junio de 1968. Accede a la familia real luxemburguesa tras su boda con el príncipe Guillermo el 24 de septiembre de 1994. Es prima segunda del actual rey Felipe VI de España. | 56   |

##### Sobrinos
| MIEMBRO                  | PERFIL | EDAD |
| ------------------------ | --- | ---- |
| Condesa María Cristina   | Nace en Bruselas, Bélgica el 3 de julio de 1983 siendo hija de la princesa María Astrid y el príncipe Carlos Cristián.      | 41   |
| Archiduque Emérico       | Nace en Ginebra, Suiza el 8 de diciembre de 1985 siendo hijo de la princesa María Astrid y el príncipe Carlos Cristián.     | 39   |
| Archiduque Cristobal     | Nace en Ginebra, Suiza el 2 de febrero de 1988 siendo hijo de la princesa María Astrid y el príncipe Carlos Cristián.       | 37   |
| Archiduque Alejandro     | Nace en Meyrin, Suiza el 26 de septiembre de 1990 siendo hijo de la princesa María Astrid y el príncipe Carlos Cristián.    | 34   |
| Princesa Gabriela        | Nace en Ginebra, Suiza el 26 de marzo de 1994 siendo hija de la princesa María Astrid y el príncipe Carlos Cristián.        | 30   |
| Princesa María Gabriela  | Nace en París, Francia el 8 de septiembre de 1986 siendo hija del príncipe Juan y su primera esposa Hélène Vestur.          | 38   |
| Príncipe Constantino     | Nace en París, Francia el 22 de julio de 1988 siendo hija del príncipe Juan y su primera esposa Hélène Vestur.              | 36   |
| Príncipe Venceslao       | Nace en París, Francia el 17 de noviembre de 1990 siendo hija del príncipe Juan y su primera esposa Hélène Vestur.          | 34   |
| Príncipe Carlos Juan     | Nace en París, Francia el 15 de agosto de 1992 siendo hija del príncipe Juan y su primera esposa Hélène Vestur.             | 32   |
| Princesa María-Anunciata | Nace en Bruselas, Bélgica el 12 de mayo de 1985 siendo hija de la princesa Margarita y el príncipe Nicolás                  | 39   |
| Princesa María-Astrid    | Nace en Bruselas, Bélgica el 26 de junio de 1987 siendo hija de la princesa Margarita y el príncipe Nicolás                 | 37   |
| Príncipe José Manuel     | Nace en Bruselas, Bélgica el 7 de mayo de 1989 siendo hijo de la princesa Margarita y el príncipe Nicolás                   | 35   |
| Príncipe Pablo           | Nace en la ciudad de Luxemburgo, Luxemburgo el 24 de marzo de 1998 siendo hijo del príncipe Guillermo y la princesa Sibilla | 26   |
| Príncipe Leopoldo        | Nace en la ciudad de Luxemburgo, Luxemburgo el 2 de mayo de 2000 siendo hijo del príncipe Guillermo y la princesa Sibilla   | 24   |
| Princesa Carlota         | Nace en la ciudad de Luxemburgo, Luxemburgo el 2 de mayo de 2000 siendo hija del príncipe Guillermo y la princesa Sibilla   | 24   |
| Príncipe Juan Andrés     | Nace en la ciudad de Luxemburgo, Luxemburgo el 15 de julio de 2004 siendo hija del príncipe Guillermo y la princesa Sibilla | 20   |

##### Otros miembros de la familia
| MIEMBRO          | PERFIL | EDAD |
| ---------------- | --- | ---- |
| Duquesa Joan     | Duquesa viuda de Mouchy. De origen plebeyo nace en Nueva York, Estados Unidos el 31 de enero de 1935 y accede a la casa real luxemburguesa tras su boda con el príncipe Carlos el 1 de marzo de 1967. Es tía del actual gran duque Enrique. | 90   |
| Princesa Carlota | Nace en Nueva York, Estados Unidos el 15 de septiembre de 1967 es hija de la duquesa Joan y el príncipe Carlos. Es prima del actual gran duque Enrique.                                                                                     | 57   |
| Príncipe Roberto | Nace en Fischbach, Luxemburgo el 14 de agosto de 1968 es hijo de la duquesa Joan y el príncipe Carlos. Es primo del actual gran duque Enrique.                                                                                              | 56   |

## Miembros de la familia fallecidos
| MIEMBRO                       | MONOGRAMA | PERFIL | FALLECIMIENTO           | EDAD |
| ----------------------------- | --------- | --- | ----------------------- | ---- |
| Princesa María Gabriela       |           | Princesa de Luxemburgo y princesa de Nassau-Weilburg y Borbón-Parmay condesa consorte de Holstein-Ledrebor. Nace en Colmar-Berg, Luxemburgo el 2 de agosto de 1925 siendo hija de la gran duquesa Carlota y el príncipe consorte Félix. Es tía del actual gran duque Enrique. | 9 de febrero de 2023    | 97   |
| Gran duque Juan               |           | Gran duque de Luxemburgo. Nace en Colmar-Berg, Luxemburgo el 5 de enero de 1921 se convirtió en el gran duque tras la abdicación de su madre la gran duquesa Carlota el 12 de noviembre de 1964 hasta su propia abdicación el 7 de octubre de 2000. Es el padre del actual gran duque Enrique. | 23 de abril de 2019     | 98   |
| Princesa Alicia               |           | Princesa de Luxemburgo y princesa de Nassau-Weilburg y Borbón-Parmay princesa consorte de Ligne. Nace en Colmar-Berg, Luxemburgo el 24 de agosto de 1929 siendo hija de la gran duquesa Carlota y el príncipe consorte Félix. Es tía del actual gran duque Enrique. | 11 de febrero de 2019   | 89   |
| Princesa Isabel               |           | Princesa de Luxemburgo y princesa de Nassau-Weilburg y Borbón-Parmay duquesa consorte de Hohenberg. Nace en Colmar-Berg, Luxemburgo el 22 de diciembre de 1922 siendo hija de la gran duquesa Carlota y el príncipe consorte Félix. Es tía del actual gran duque Enrique. | 22 de noviembre de 2011 | 88   |
| Conde Karl Josef              |           | Conde de Henckel von Donnersmarck. Nace en Ramułtowice, Alemania el 7 de noviembre de 1928 y accede a la casa real luxemburguesa tras su boda con la princesa María Adelaida el 10 de abril de 1958. Es tío del actual gran duque Enrique. | 16 de abril de 2008     | 79   |
| Princesa María Adelaida       |           | Princesa de Luxemburgo y princesa de Nassau-Weilburg y Borbón-Parmay condesa consorte de Henckel von Donnersmarck. Nace en Colmar-Berg, Luxemburgo el 21 de mayo de 1924 siendo hija de la gran duquesa Carlota y el príncipe consorte Félix. Es tía del actual gran duque Enrique. | 28 de febrero de 2007   | 82   |
| Príncipe Antonio              |           | Príncipe de Ligne. Nace en Bruselas, Bélgica el 8 de marzo de 1925 y accede a la casa real luxemburguesa tras su matrimonio con la princesa Alicia el 17 de agosto de 1950. Es tío del actual gran duque Enrique. | 21 de agosto de 2005    | 80   |
| Gran duquesa Josefina Carlota |           | Gran duquesa consorte de Luxemburgo. Nace en Bruselas, Bélgica el 11 de octubre de 1927 siendo hija del rey Leopoldo III de Bélgica y la princesa Astrid de Suecia. Accede a la casa real luxemburguesa tras su boda con Juan el 9 de abril de 1953 y en gran duquesa consorte el 12 de noviembre de 1964 hasta la abdicación de su marido el 7 de octubre de 2000. Es la madre del actual gran duque Enrique. | 10 de enero de 2005     | 77   |
| Duque Francisco               |           | Duque de Hohenberg. Nace en Artstetten-Pöbring, Austria el 13 de septiembre de 1927 y accede a la casa real luxemburguesa tras su boda con la princesa Isabel el 9 de mayo de 1956. Es tío del actual gran duque Enrique. | 16 de agosto de 1977    | 49   |
| Príncipe Carlos               |           | Príncipe de Luxemburgo y príncipe de Nassau-Weilburg y Borbón-Parma. Nace en Colmar-Berg, Luxemburgo el 7 de agosto de 1927 siendo hijo de la gran duquesa Carlota y el príncipe consorte Félix. Es tío del actual gran duque Enrique. | 26 de julio de 1977     | 49   |
| Gran duquesa Carlota          |           | Gran duquesa de Luxemburgo. Nace en Colmar-Berg, Luxemburgo el 23 de enero de 1896 y se convierte en la gran duquesa tras la abdicación de su hermana la gran duquesa María Adelaida el 14 de enero de 1919 hasta su propia abdicación el 12 de noviembre de 1964. Es abuela del actual gran duque Enrique. | 9 de julio de 1985      | 89   |
| Príncipe Félix                |           | Príncipe consorte de Luxemburgo y príncipe de Parma. Nace en Schwarzau am Steinfeld, Austria el 28 de septiembre de 1893 y accede a la casa real luxemburguesa tras su boda con Carlota el 6 de noviembre de 1919. Es abuelo del actual gran duque Enrique. | 8 de abril de 1970      | 76   |
| Gran duquesa María Adelaida   |           | Gran duquesa de Luxemburgo. Nace en Colmar-Berg, Luxemburgo, el 14 de junio de 1894 y se convierte en la gran duquesa tras la muerte de su padre el gran duque Guillermo IV el 25 de febrero de 1912 hasta su propia abdicación el 14 de enero de 1919. Es tía-abuela del actual gran duque Enrique. | 24 de enero de 1924     | 29   |

## Sucesión al trono
La preferencia por los hombres 
sobre las mujeres en la sucesión al trono luxemburgués fue abolida el 20 de junio de 2011 por un decreto del gran duque Enrique. A partir de entonces, cualquier descendiente femenina legítima de la Casa de Nassau-Weilburg y Borbón-Parma podrá acceder al trono, siempre y cuando sea la primogénita del gran duque o del gran duque heredero.

## Armas
En Luxemburgo, están oficializadas las armas del gran duque y del gran duque heredero.

### Armas del gran duque
Es común que se utilice la versión mediana del escudo de armas.
|                               |
| Armas grandes del gran duque. |

|                                |
| Armas medianas del gran duque. |

|                                |
| Armas pequeñas del gran duque. |

### Armas del gran duque heredero
|                                        |
| Armas grandes del gran duque heredero. |

|                                         |
| Armas pequeñas del gran duque heredero. |

### Armas de la casas que componen la familia
| |
| Armas de la Casa de Nassau, las cuales se encuentran en un cuartel del escudo de armas del gran duque y del gran duque heredero. |

| |
| Armas pequeñas de la casa de Borbón-Parma, las cuales se encuentran como escusón en el escudo del gran duque y el gran duque heredero. |

| |
| El escudo del Gran Ducado de Luxemburgo, las cuales se encuentran en un cuartel del escudo de armas del gran duque gran duque y el gran duque heredero. |

| Predecesor: Juan | Jefe de la Familia Gran DucalEnrique Desde el 7 de octubre de 2000 | Sucesor: En el cargo |